# BRICS
BRICS (ein Akronym aus den Anfangsbuchstaben der ersten fünf Mitgliedsstaaten) ist eine zunächst informelle Vereinigung von Staaten. Gegründet 2006 als BRIC durch Brasilien, Russland, Indien und die Volksrepublik China erfolgte 2010 die Erweiterung um Südafrika. 2025 kamen Ägypten, Äthiopien, Indonesien, Iran und die Vereinigten Arabischen Emirate hinzu, weshalb die Vereinigung auch als BRICS plus bezeichnet wird. 

## Zweck der Vereinigung
BRICS war in der Finanzkrise 2008 eine nicht institutionalisierte Gründung zum Brechen der Dominanz des „Westens“ in Bretton Woods. Die Interessen der Mitglieder kollidieren manchmal, nur nicht im Herausfordern des Westens. Eine gemeinsame Strategie ist nicht festgelegt. BRICS ist ein pragmatisches Bündnis. Das situative Bündnis ist fragil. Es gibt keine zivilisatorische Einheit und Identifikation wie bei den G7. 2024 bestand immer noch eine unsichere Struktur ohne klaren Inhalt und gemeinsame Ziele. Es gibt auch keine Verpflichtungen, was es für neue Mitglieder interessant macht.

## Geschichte

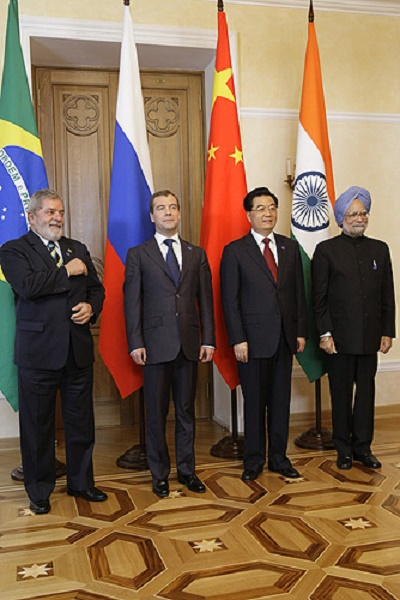
BRIC-Gipfeltreffen 2009 (von links): Luiz Inácio Lula da Silva (Brasilien), Dmitri Medwedew (Russland), Hu Jintao (Volksrepublik China) und Manmohan Singh (Indien).

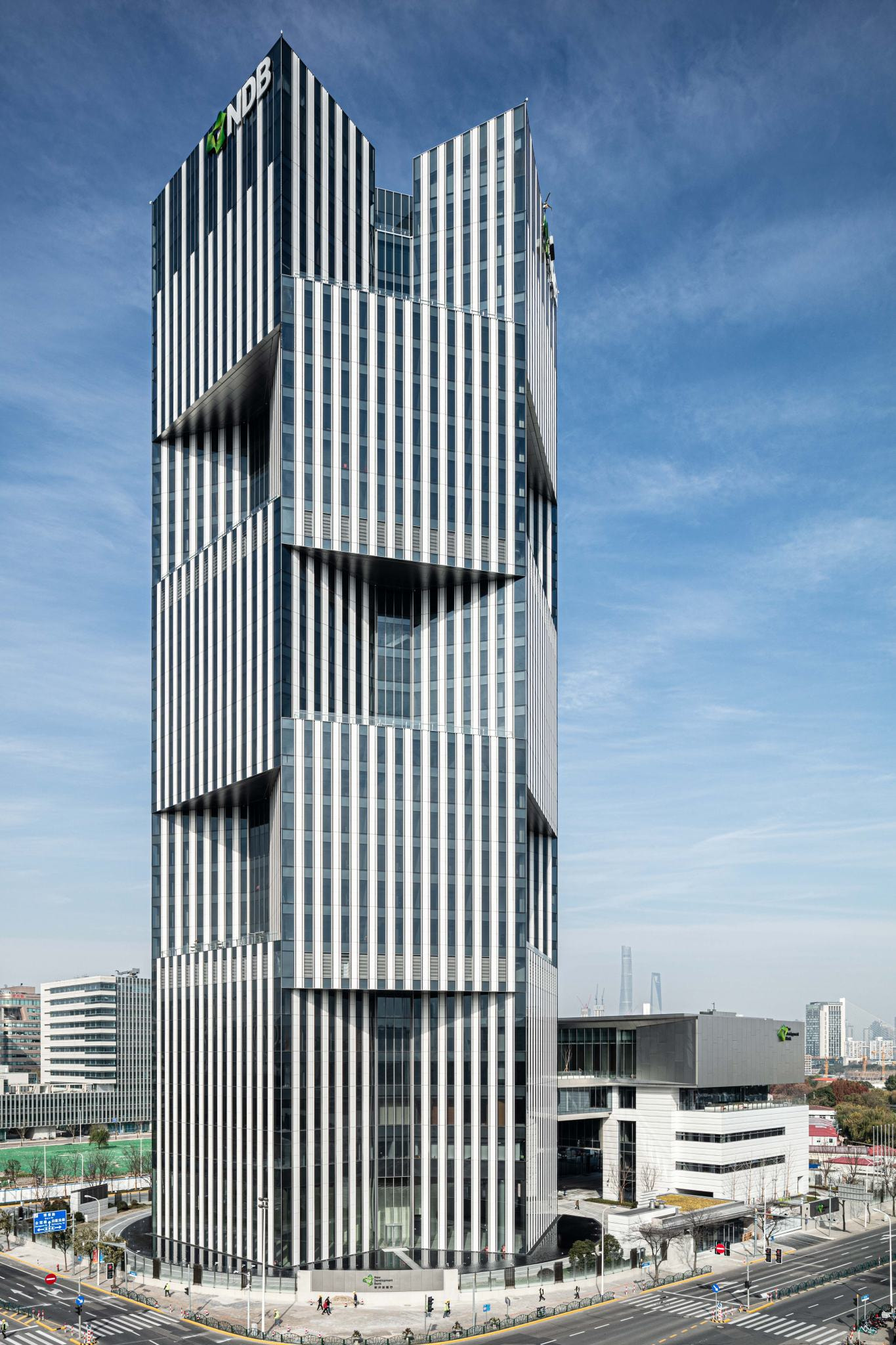
BRICS-Tower in Shanghai: Sitz der New Development Bank

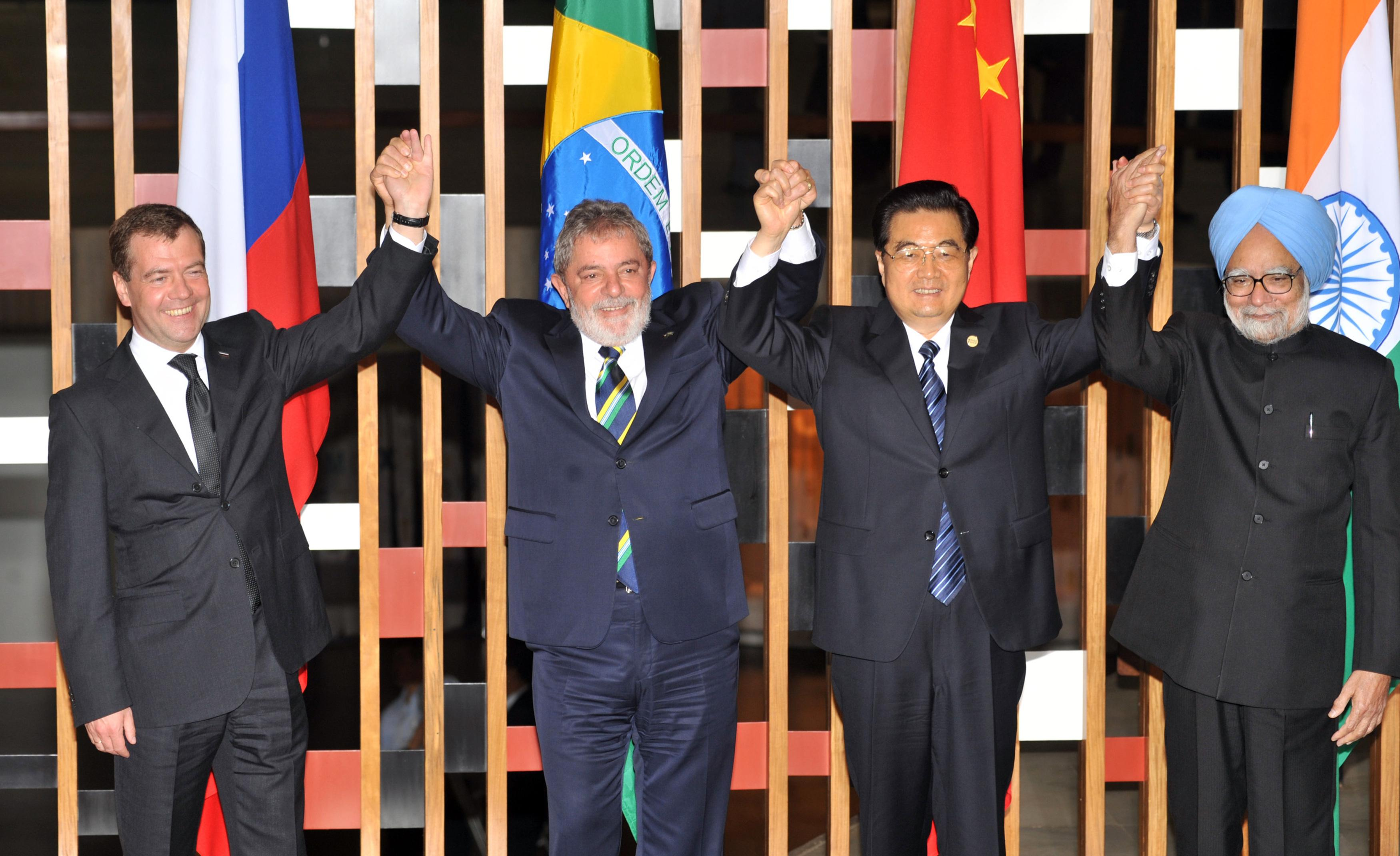
BRIC-Gipfeltreffen 2010 (von links): Dmitri Medwedew, Luiz Inácio Lula da Silva, Hu Jintao und Manmohan Singh.

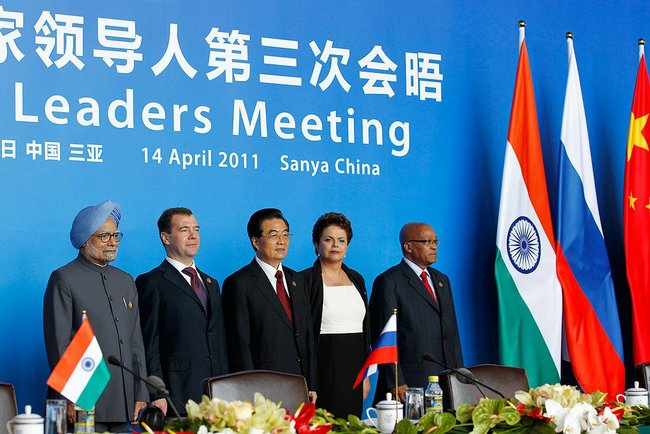
BRICS-Gipfeltreffen 2011 (von links): Manmohan Singh, Dmitri Medwedew, Hu Jintao, Dilma Rousseff (Brasilien) und Jacob Zuma (Südafrika).

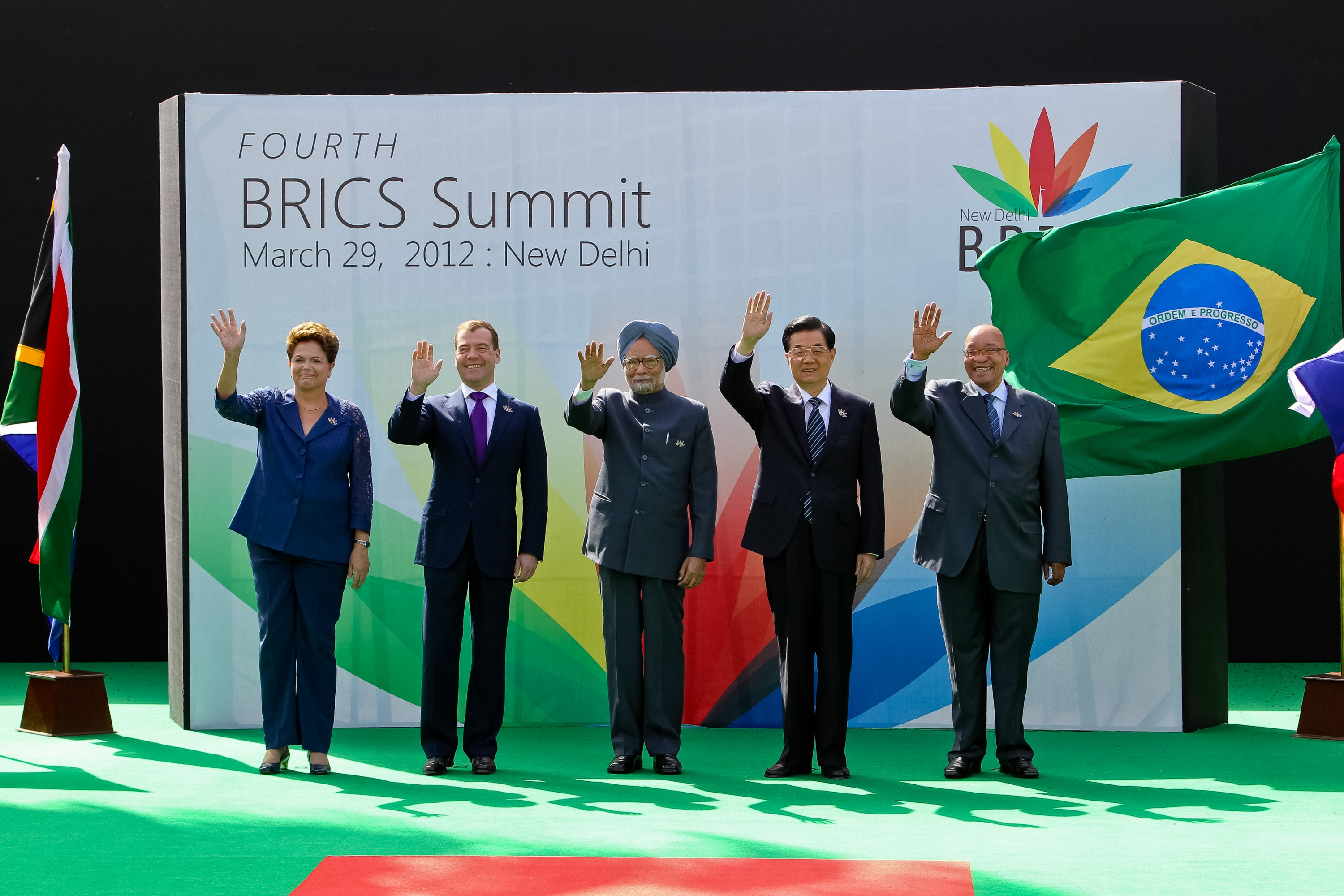
BRICS-Gipfeltreffen 2012 (v. l.): Dilma Rousseff, Dmitri Medwedew, Manmohan Singh, Hu Jintao und Jacob Zuma.

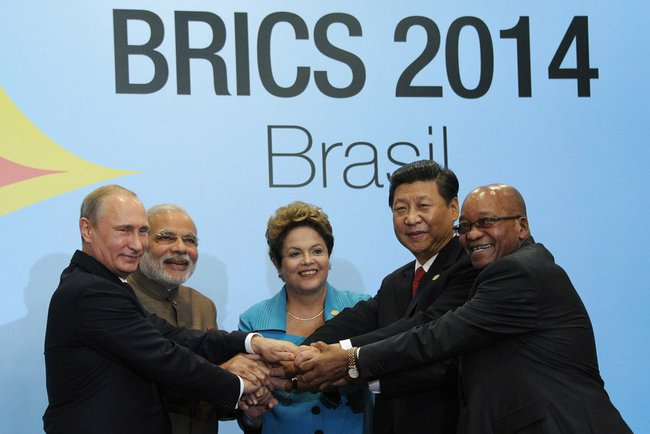
Die BRICS-Staatschefs am 15. Juli 2014 (v. l.): Wladimir Putin (Russland), Narendra Modi (Indien), Dilma Rousseff, Xi Jinping (Volksrepublik China) und Jacob Zuma.

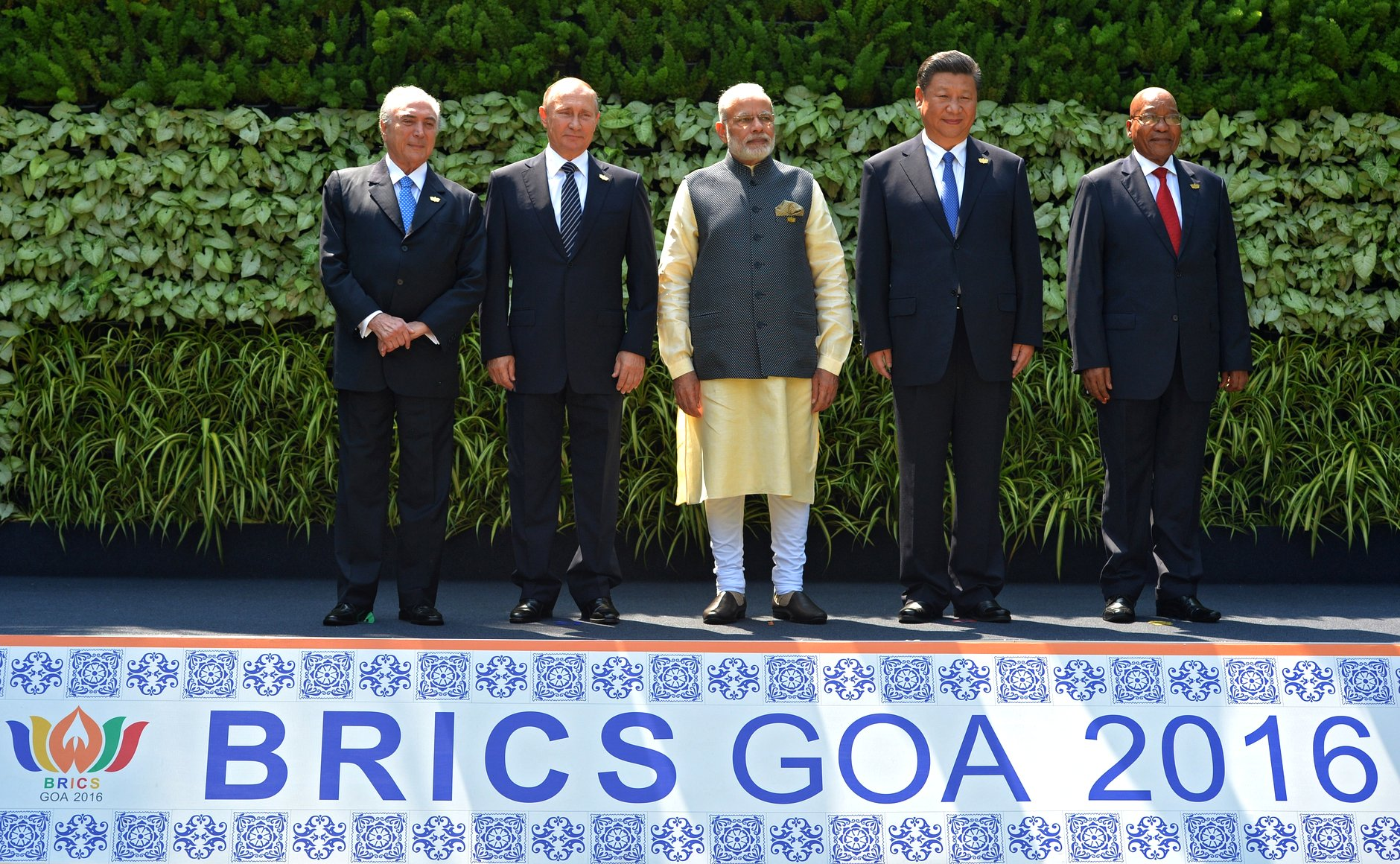
BRICS-Gipfeltreffen 2016 (v. l.): Michel Temer (Brasilien), Wladimir Putin, Narendra Modi, Xi Jinping und Jacob Zuma.

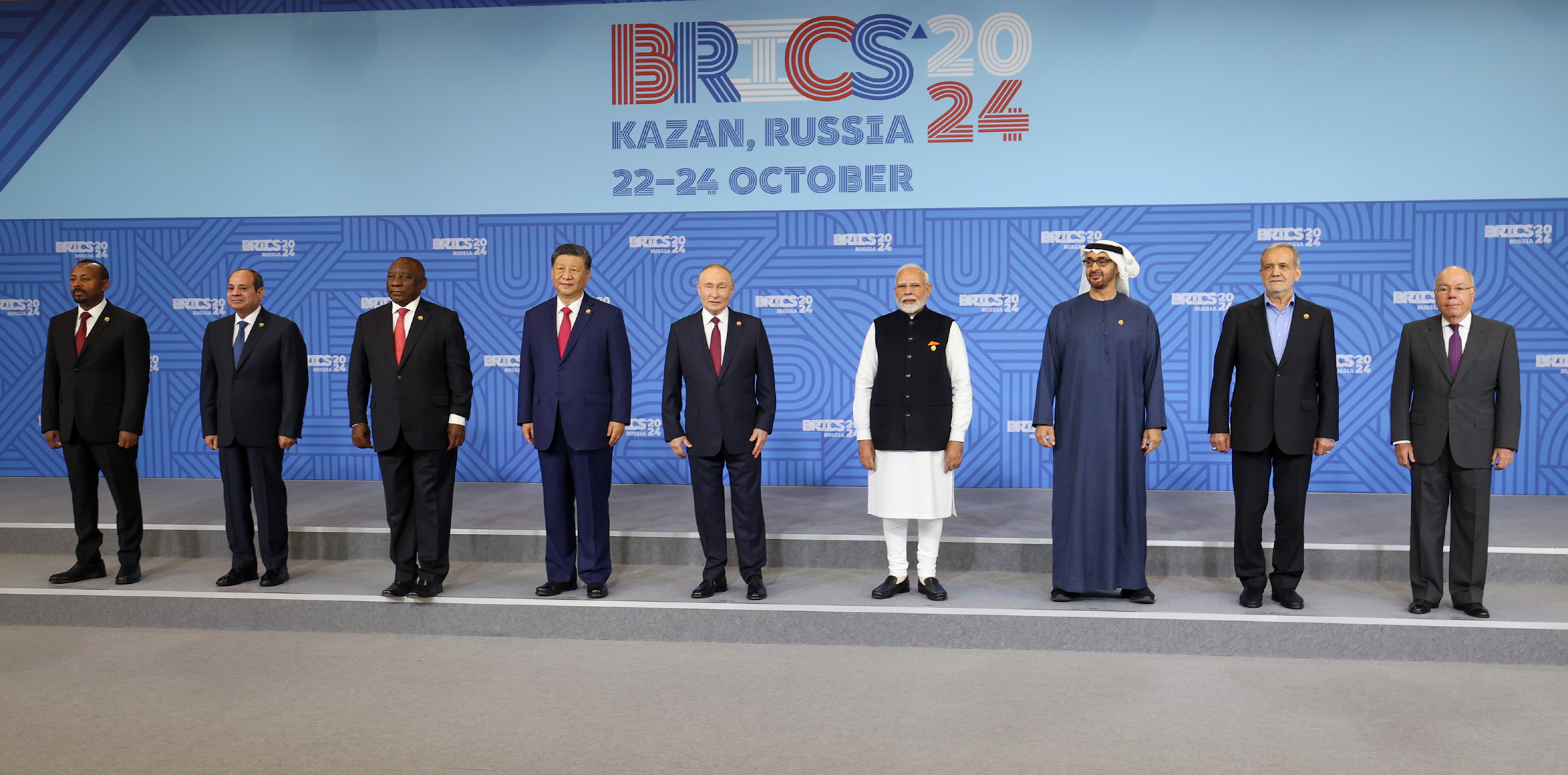
16. BRICS-Gipfeltreffen 2024 in Kasan, Hauptstadt der Republik Tatarstan in Russland

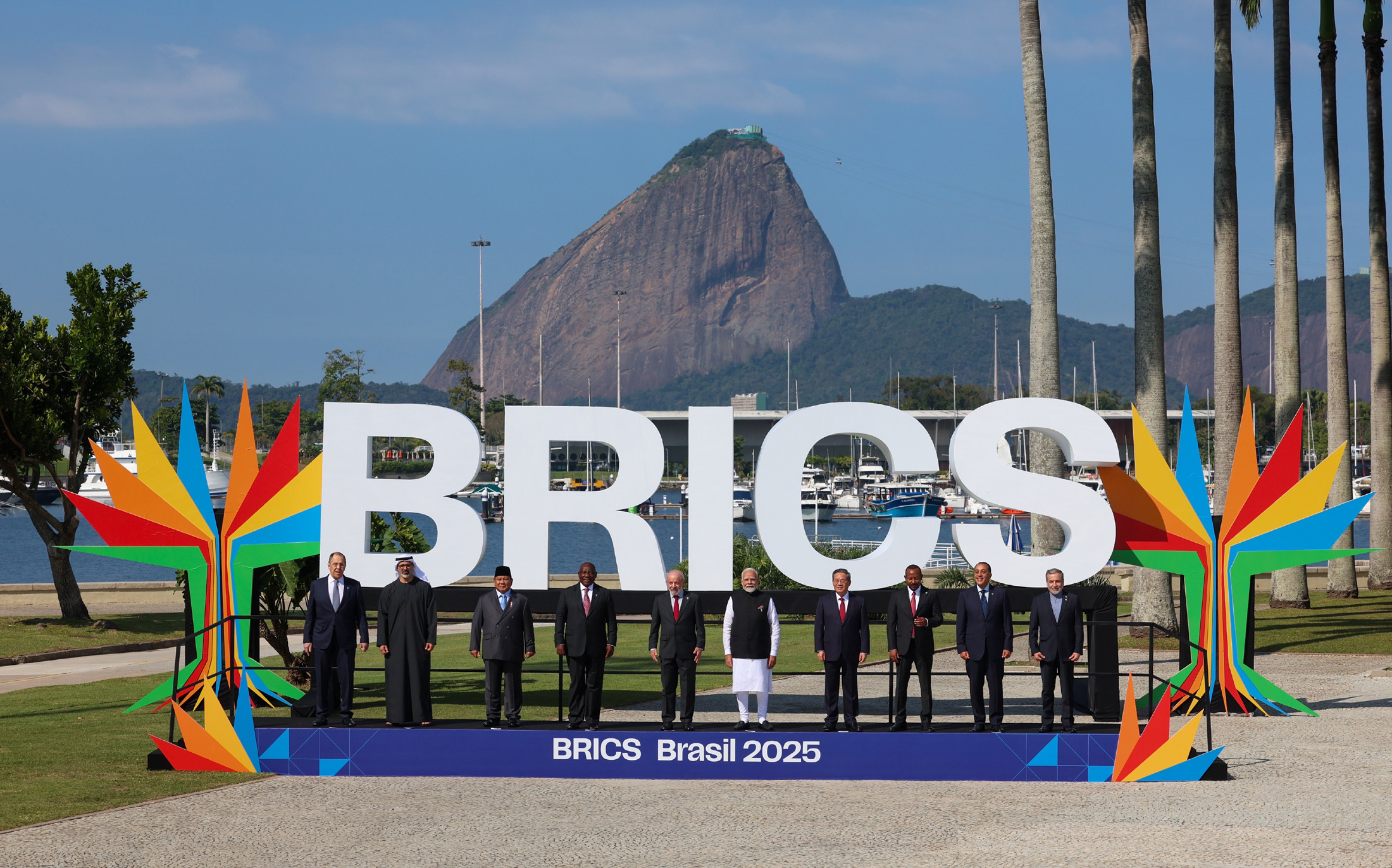
17. BRICS-Gipfeltreffen 2025 vor dem Wahrzeichen von Rio de Janeiro, dem Zuckerhut: (von links) Sergei Lawrow, Khaled bin Muhammad Al Nahyan, Prabowo Subianto, Cyril Ramaphosa, Lula, Modi, Li Qiang, Abiy Ahmed, Mustafa Madbuli und Abbas Araghtschi.

Die Abkürzung wurde von Jim O’Neill geprägt, dem Chefvolkswirt der Großbank Goldman Sachs, welcher sie in seinen Veröffentlichungen verwendete – erstmals Ende 2001. Maßgebend waren die Anfangsbuchstaben der englischsprachigen Bezeichnungen Brazil, Russia, India und China, und die Verbindung mit dem englischen Wort für Baustein, brick: „The World Needs Better Economic BRICs“. Diese Schwellenländer hatten über einen längeren Zeitraum jährliche Zuwachsraten der Wirtschaftsleistung von 5 bis 10 %. Von O’Neill stammt auch die Idee der Next Eleven als ihren „Nachfolgern“. Im Dezember 2010 erhielt Südafrika offiziell durch die Volksrepublik China nach Rücksprache mit den anderen Mitgliedern eine Einladung und nahm im April 2011 erstmals am Jahrestreffen der Gruppierung teil, die sich seither BRICS nennt.
Auch bedingt durch spekulative Überhitzung (so in der Volksrepublik China) und den Verfall der Rohstoffpreise (wie u. a. bei Rohöl, Eisenerz, Kupfer, Nickel) setzte von Mitte 2013 bis Anfang 2014 eine Krise der BRICS-Staaten ein, die zu starken Rückflüssen des Kapitals in den Dollar- und Euroraum führte. Nachdem das Investitionspotenzial bei BRICS ausgereizt war, rief Jim O’Neill zu Investitionen in Finanzprodukte der MIST-Staaten auf – seine Wortschöpfung für die Ländergruppe Mexiko, Indonesien, Südkorea und Türkei. Auch hier begann 2015 eine krisenhafte Entwicklung.
Die BRICS haben eine Alternative zur Weltbank geschaffen, die Infrastruktur- und Entwicklungsprojekte finanziert, sowie einen neuen Mechanismus zur finanziellen Unterstützung in Wirtschaftskrisen, der teilweise mit der Rolle des Internationalen Währungsfonds (IWF) konkurriert: Die New Development Bank (NDB, ehemals BRICS Development Bank) wurde als eine multilaterale Entwicklungsbank am 15. Juli 2014 von den fünf Staaten gegründet. Die Schwesterorganisation Contingent Reserve Arrangement (CRA) wurde mit einem Anfangskapital von 100 Milliarden Dollar ausgestattet. Die BRICS setzt Initiativen um wie die NDB und das Kontingentreserveabkommen und wird als Vehikel zur Überwindung bestehender Unipolarität unter US-Führung und hin zu einer multipolaren Weltordnung gesehen. Ein Beitrag dazu könnte auch die von einigen der Staaten angestrebte „Ent-Dollarisierung“ des Welthandels- und -finanzsystems sein.
Vor dem Hintergrund des russischen Überfalls auf die Ukraine seit 2022 und des Konflikts um Taiwan „strebt der Staatenbund nach mehr politischem Gewicht und versucht, sich als Alternative zur G7 zu positionieren“, so Günther Maihold von der Stiftung Wissenschaft und Politik (SWP). Zum Ukrainekrieg haben sich die BRICS-Mitglieder zurückhaltend geäußert: Südafrika, Indien und Brasilien enthielten sich einer deutlichen Verurteilung wie auch einer Unterstützung des russischen Vorgehens.

### Gipfeltreffen
1. Gipfeltreffen am 16. Juni 2009 in Jekaterinburg, Russland
2. Gipfeltreffen am 15. April 2010 in Brasília, Brasilien
3. Gipfeltreffen am 14. April 2011 in Sanya, Volksrepublik China
4. Gipfeltreffen am 29. März 2012 in Neu-Delhi, Indien
5. Gipfeltreffen am 27. März 2013 in Durban, Südafrika
6. Gipfeltreffen vom 15. bis 17. Juli 2014 in Fortaleza, Brasilien (mit Gründung der New Development Bank und des Contingent Reserve Arrangement)
7. Gipfeltreffen vom 8. bis 9. Juli 2015 in Ufa, Republik Baschkortostan, Russland
8. Gipfeltreffen vom 15. bis 16. Oktober 2016 in Benaulim/Goa, Indien
9. Gipfeltreffen vom 3. bis 5. September 2017 in Xiamen, China
10. Gipfeltreffen vom 25. bis 27. Juli 2018 in Johannesburg, Südafrika
11. Gipfeltreffen vom 13. bis 14. November 2019 in Brasília, Brasilien
12. Gipfeltreffen am 17. November 2020 in Moskau, Russland
13. Gipfeltreffen am 9. September 2021 in Neu-Delhi, Indien
14. virtuelles Gipfeltreffen am 23. Juni 2022 (Gastgeber China)
15. Gipfeltreffen 2023 vom 22. bis 24. August 2023 in Johannesburg, Südafrika und außerordentlich am 21. November 2023 (Videokonferenz)
16. Gipfeltreffen vom 22. bis 24. Oktober 2024 in Kasan, Russland[22]
17. Gipfeltreffen am 6./7. Juli 2025 in Rio de Janeiro, Brasilien

## Erweiterungen
Vor dem BRICS-Gipfel im August 2023 in Südafrika haben nach südafrikanischen Angaben mehr als 40 Staaten Interesse an einer BRICS-Mitgliedschaft geäußert. Zum BRICS-Gipfel im August 2023 in Südafrika hatten 23 Staaten einen „konkreten Antrag“ für eine BRICS-Mitgliedschaft gestellt. Davon haben sechs Staaten die Einladung erhalten, zum 1. Januar 2024 der Gruppe beizutreten. Zum Jahresbeginn 2024 erfolgte die Erweiterung um Ägypten, Äthiopien, Iran und die Vereinigten Arabischen Emirate. Saudi-Arabien erhielt ebenfalls eine Einladung, hat aber Stand Mai 2025 zwar an BRICS-Treffen teilgenommen, jedoch seine Mitgliedschaft nicht formalisiert. Argentinien hatte auch eine Einladung erhalten, nach dem Amtsantritt Javier Mileis aber offiziell mitgeteilt, sich nicht den BRICS-Staaten anzuschließen. Nach welchen Kriterien neue Mitglieder aufgenommen werden sollen, war im Vorfeld innerhalb der BRICS umstritten.
Zu den weiteren Interessenten gehören:
- Aserbaidschan[35]
- Bangladesch[36]
- Bahrain[37]
- Burkina Faso[38]
- El Salvador[39]
- Gabun
- Irak[40]
- Kamerun[41]
- Kolumbien[42]
- Demokratische Republik Kongo[43]
- Republik Kongo[44]
- Komoren
- Kuwait
- Laos[45]
- Libyen[46]
- Mali[47]
- Myanmar[48]
- Nicaragua[49]
- Nordkorea[50]
- Pakistan[51]
- Palästina[52]
- Senegal
- Simbabwe[53]
- Sri Lanka[54]
- Südsudan[55]
- Syrien[56]
- Tunesien[57]
- Venezuela[58]
- Zentralafrikanische Republik[59]

Die Türkei beantragte am 3. September 2024 die BRICS-Mitgliedschaft.
Kasachstan wird nach eigener Aussage „derzeit und höchstwahrscheinlich auch in absehbarer Zukunft“ nicht BRICS beitreten, obwohl Russlands Präsident Putin dies wünschte. Als mutmaßliche Reaktion auf die Absage von Kasachstan verhängte Russland ein vorübergehendes Importverbot für bestimmte Obst- und Gemüsesorten gegen das Nachbarland. Der Präsident Kasachstans nahm als Beobachter am 16. BRICS-Gipfeltreffen teil.
Anlässlich des Gipfeltreffens in Kasan 2024 wurde bekanntgegeben, dass es Assoziierungsabkommen mit 13 neuen Partnerstaaten gebe. Von diesen haben neun Länder die Einladung zur Partnerschaft angenommen und sind daher seit dem 1. Januar 2025 bzw. 17. Januar 2025 (Nigeria) offizielle BRICS-Partner. Unter dem Vorsitz Brasiliens wurde am 13. Juni 2025 Vietnam als zehntes Partnerland aufgenommen.
- Belarus
- Bolivien
- Kasachstan
- Kuba
- Malaysia
- Thailand
- Uganda
- Usbekistan
- Nigeria
- Vietnam

Das neunte dieser neun Länder war Indonesien, welches eine Woche später zum vollwertigen Mitglied aufstieg. Nigeria wurde am 17. Januar 2025 als Partnerstaat aufgenommen. Von den folgenden zwei Ländern stand Anfang 2025 eine Antwort aus:
- Algerien
- Türkei

## Industrielle Entwicklung und wirtschaftliches Gewicht
Die industrielle Entwicklung und ihr jeweilig wirtschaftliches Gewicht sind bei den BRICS-Staaten sehr unterschiedlich.

### Volksrepublik China
Die Volksrepublik China ist die mit Abstand größte Volkswirtschaft der Gruppe und hat mit über 1,4 Milliarden Bewohnern auch knapp hinter Indien die zweitgrößte Bevölkerung der Welt. An gesamter wirtschaftlicher Kraft liegt die Volksrepublik 2022 kaufkraftbereinigt vor der EU und den Vereinigten Staaten, liegt aber beim BIP pro Kopf nach Kaufkraftparität auf unter einem Drittel des US-Niveaus und innerhalb der BRICS-Staaten an zweiter Stelle hinter Russland und knapp vor Brasilien und Südafrika.
Die chinesische Wirtschaftskraft hat sich von 2008 bis 2017 mehr als verdoppelt. Auch wenn sich das Wachstum in den letzten Jahren etwas abgeschwächt hat, liegt es mit über 6 % jährlich immer noch über dem westlicher Industriestaaten (1,5–2 %). Das Land strebt mittelfristig eine führende Rolle in der weltweiten Wirtschaft an und arbeitet daran, auch in Hochtechnologiesektoren (Flugzeugbau, Medizintechnik etc.) zu den westlichen Industriestaaten aufzuschließen.

### Indien
Indien ist nach Bevölkerung (ca. 1,42 Mrd.) erster und nach Wirtschaftskraft der zweitgrößte der BRICS-Staaten und nach Kaufkraftparität die drittgrößte Volkswirtschaft der Welt. Gleichzeitig ist das Land aber auch der am zweitniedrigsten entwickelte Staat der BRICS-Gruppe, besitzt das zweitniedrigste Pro-Kopf-BIP und die zweitniedrigste Position im Index der menschlichen Entwicklung (siehe Tabelle).
Ebenso wie die Volksrepublik China hat das Land Mitte der 2010er Jahre eine rasante wirtschaftliche Entwicklung durchgemacht, mit Wachstumsraten, die meist knapp unter denen der Volksrepublik China lagen, aber dennoch über 6 oder 7 % jährlich.

### Russland
Russland war bis 2024 der laut Index der menschlichen Entwicklung am höchsten entwickelte aller BRICS-Staaten (siehe Tabelle) und es hat nach den Vereinigten Arabischen Emiraten das zweithöchste Pro-Kopf BIP. Nach Fläche ist Russland der mit Abstand größte Staat der Welt, besitzt aber eine Bevölkerung von lediglich 145 Millionen Menschen und liegt damit innerhalb der BRICS-Gruppe auf dem fünften Platz.
Das Land profitiert extrem von seinen riesigen Öl- und Gasvorräten; der Verfall der Weltmarktpreise Mitte der 2010er Jahre und die Sanktionen zahlreicher Staaten infolge des Ukraine-Kriegs haben aber zu einer Rezession geführt; mehrfach schrumpfte das BIP. Allerdings ist Russland nach Kaufkraftparität immer noch die sechstgrößte Volkswirtschaft der Welt, nominell die zwölftgrößte. Russland ist Mitglied und der mit Abstand größte Staat der „Eurasischen Wirtschaftsunion“.

### Brasilien
Brasilien ist der nach Bevölkerung viertgrößte BRICS-Staat (ca. 215 Millionen Einwohner) und die nach Kaufkraftparität achtgrößte Volkswirtschaft der Welt. Mitte der 2010er Jahre erlebte Brasilien eine schwere Rezession, die noch durch eine politische Krise begünstigt wurde, deren Verursacher die extrem weit verbreitete Korruption in der politischen Führungsschicht war; das Bruttoinlandsprodukt (BIP) schrumpfte um nahezu 8 %. Die brasilianische Wirtschaft entwickelte sich recht unbeständig und wuchs im Mittel langsamer als die der Volksrepublik China oder Indiens.

### Südafrika
Südafrika ist in nahezu allen Belangen der kleinste der ursprünglichen BRICS-Staaten, es hat die mit Abstand geringste Bevölkerung (ca. 60 Mio.) und ist die mit Abstand kleinste Volkswirtschaft (siehe Tabelle). Das Land hat aber große Bedeutung als Rohstofflieferant, sowohl von Diamanten und Edelmetallen als auch von Rohstoffen wie Zink, Eisen, Kohle, Mangan und anderen. In jüngerer Zeit hatte Südafrika mit Energieknappheit zu kämpfen.
Im Vergleich zu den restlichen BRICS-Staaten (bis 2024) und auch zu anderen Schwellenländern wies Südafrika niedrige jährliche Wachstumsraten auf (unter 3 %), das Land hat Probleme mit ausufernder Korruption und einer extrem hohen sozialen Ungleichheit. Für das subsaharische Afrika ist Südafrika recht hoch entwickelt, auf dem Index der menschlichen Entwicklung (siehe Tabelle) rangiert es dennoch im weltweiten Mittelfeld. Erst die Aufnahme neuer Staaten 2024 machte Südafrika zu einem eher durchschnittlich starken Mitgliedsland im BRICS-Bündnis.

### Äthiopien und Ägypten
Äthiopien und Ägypten, Mitglieder seit 1. Januar 2024, sind die jeweils zweit- und drittbevölkerungsreichsten Staaten Afrikas (hinter dem Partnerland Nigeria). Beide Staaten liegen am Nil und haben im 20. Jahrhundert eine Rivalität um dessen Wasser entwickelt. Ägypten ist noch vor Südafrika das wirtschaftsstärkste Land Afrikas (gemessen am BIP), hatte seit Beginn des 21. Jahrhunderts aber wiederholt wirtschaftliche Einbußen erlitten, nicht zuletzt aufgrund politischer Krisen. Ägypten war zuletzt auch stark abhängig von Unterstützung aus den USA. In Äthiopien liegt das Hauptquartier der Afrikanischen Union; der Staat galt im 20. Jahrhundert als Entwicklungsland und hat unter den zehn BRICS-Mitgliedsländern mit Abstand den niedrigsten Entwicklungsindex-Rang, zugleich aber hohe ökonomische Wachstumsraten.

### Iran
Iran ist wegen seiner Ambitionen, Atommacht zu werden, genau wie Russland von zahlreichen Staaten – allen voran den USA – mit wirtschaftlichen und politischen Sanktionen belegt, und ist an politischen wie auch religiösen Konflikten in seiner Region beteiligt; wirtschaftlich wies das Land zum Zeitpunkt seiner Aufnahme in die BRICS-Gruppe die niedrigsten Wachstumsraten auf. Der wichtige Ölproduzent hatte auch Probleme mit der Instandhaltung seiner diesbezüglichen Infrastruktur. Gefördert wurde der Iran aber durch seine wichtigsten Wirtschaftspartner, darunter die wichtigsten BRICS-Mitgliedsländer China, Russland und Indien; dennoch schrumpften die zwischenstaatlichen Handelsströme.

### Vereinigte Arabische Emirate
Die Emirate heben sich in mehrfacher Hinsicht von den übrigen BRICS-Staaten ab. Sie wiesen einerseits mit großem Abstand sowohl die kleinste Bevölkerungszahl als auch die kleinste Fläche auf, andererseits ist der Golfstaat aber wirtschaftlich schlagkräftig und weist das mit Abstand höchste BIP pro Kopf sowie auch den höchsten Rang in der menschlichen Entwicklung (HDI) auf. Die arabische Amtssprache verbindet die Vereinigten Arabischen Emirate mit Ägypten wie auch dem benachbarten BRICS-Anwärterstaat Saudi-Arabien. Anders als alle anderen BRICS-Staaten erheben die Emirate (als Föderation mehrerer Monarchien) nicht den Anspruch, dass ihre Regierung demokratisch legitimiert ist.

### Indonesien
Indonesien, das am 6. Januar 2025 Mitglied der BRICS wurde, ist ein Inselstaat in Südostasien und Australien. Mit seinen über 277 Millionen Einwohnern ist Indonesien der viertbevölkerungsreichste Staat der Welt sowie der weltgrößte Inselstaat. Indonesien ist außerdem das Land mit der weltweit größten Anzahl an Muslimen. Wichtige Seefahrtsrouten zwischen Ostasien, Australien, Ostafrika und dem Suezkanal verlaufen durch indonesische Gewässer.

## Kennzahlen

Anteil des BIP (Kaufkraftparität) der G7 und BRICS an der Weltwirtschaft

Gut 48 % der Weltbevölkerung, mehr als 3,6 Milliarden Menschen, leben in den BRICS-Staaten. Ihr Anteil am nominellen weltweiten Bruttoinlandsprodukt betrug im Jahr 2021 fast 29 %. Beim BIP nach Kaufkraftparität lag er mit über 35 % höher (Zum Vergleich: In den G7-Staaten leben etwa 11 % der Weltbevölkerung, kaufkraftbereinigt werden dort 33 % des weltweiten BIP erwirtschaftet).
| Staat                        | Bevölkerung | Bevölkerung | Fläche      | Fläche | BIP (nominell) | BIP (nominell) | BIP (Kaufkraftparität) | BIP (Kaufkraftparität) | Exporte     | Exporte | HDI               | HDI   |
| Staat                        | in Mio.     | in %        | in Tsd. km² | in %   | in Mrd. USD    | in %           | in Mrd. Int. $         | in %                   | in Mrd. USD | in %    | Wert              | Platz |
| ---------------------------- | ----------- | ----------- | ----------- | ------ | -------------- | -------------- | ---------------------- | ---------------------- | ----------- | ------- | ----------------- | ----- |
| Volksrepublik China 1        | 1.433,9     | 17,8        | 9.597       | 6,4    | 18.268         | 18,2           | 30.763                 | 18,8                   | 3.594       | 14,4    | (hoch) 0,768      | 79    |
| Indien                       | 1.428,6     | 17,8        | 3.287       | 2,2    | 3.390          | 3,4            | 11.901                 | 7,3                    | 453         | 1,8     | (mittel) 0,633    | 132   |
| Brasilien                    | 216,4       | 2,7         | 8.515       | 5,7    | 1.920          | 1,9            | 3.837                  | 2,3                    | 334         | 1,3     | (hoch) 0,754      | 87    |
| Russland                     | 144,4       | 1,8         | 17.098      | 11,4   | 2.244          | 2,2            | 4.770                  | 2,9                    | 532         | 2,1     | (sehr hoch) 0,822 | 52    |
| Südafrika                    | 60,4        | 0,8         | 1.219       | 0,8    | 405            | 0,4            | 953                    | 0,6                    | 123         | 0,5     | (hoch) 0,713      | 109   |
| Äthiopien                    | 126,5       | 1,6         | 1.104       | 0,7    | 120            | 0,1            | 357                    | 0,2                    |             |         | (niedrig) 0,498   | 175   |
| Ägypten                      | 112,7       | 1,4         | 1.002       | 0,7    | 475            | 0,5            | 1.676                  | 1,0                    |             |         | (hoch) 0,731      | 97    |
| Iran                         | 89,2        | 1,1         | 1.648       | 1,1    | 346            | 0,3            | 1.617                  | 1,0                    |             |         | (hoch) 0,774      | 76    |
| Vereinigte Arabische Emirate | 9,5         | 0,1         | 84          | 0,1    | 507            | 0,5            | 835                    | 0,5                    | 599         | 2,4     | (sehr hoch) 0,911 | 26    |
| Indonesien                   | 282,4       | 3.5         | 1.904       | 1,2    | 1.289          | 1,2            | 3.940                  | 3,75                   |             |         | (hoch) 0.713      | 112   |
| BRICS                        | 3.904       | 48,6        | 45.458      | 30,3   | 28,964         | 28,7           | 60.649                 | 38,35                  |             |         | (hoch) 0,7        | -     |
| Welt                         | 8.045,0     | 100,0       | 149.430     | 100,0  | 100.135        | 100,0          | 163.837                | 100,0                  | 24.905      | 100,0   | 0,732             | -     |
| 1 mit Hongkong und Macau     |             |             |             |        |                |                |                        |                        |             |         |                   |       |

Stand/Quelle: Bevölkerung 2023,
nominelles BIP 2022,
BIP (KPP) 2022,
Exporte 2022,
HDI 2021

## Alternative Gruppen-Konstruktionen in der informellen Anfangsphase
Gelegentlich wurden die BRIC-Staaten durch die Hinzunahme Südkoreas (mit dem Buchstaben K von Korea) zu den sogenannten BRICK-Staaten erweitert, denn Südkorea war zwar ein entwickeltes Industrieland, erzielte aber dennoch relativ hohe Wachstumsraten.
Weit seltener war mit dem „K“ in BRICK Kasachstan gemeint. Der Anlass, Kasachstan hinzuzunehmen, war durch dessen wachsende Bedeutung als Energielieferant und seine Lage zwischen den „klassischen“ BRIC-Staaten Russland, Volksrepublik China und Indien gegeben, wodurch die eurasisch-pazifische Perspektive der Schwellenländer in den Vordergrund rückte. (Wurde dabei Brasilien ausgespart, war von RICK-Staaten die Rede.)
Weitere Varianten waren:
- BRIICS für die Staaten Brasilien, Russland, Indien, Indonesien, Volksrepublik China und Südafrika
- BRIKT für die Staaten Brasilien, Russland, Indien, Korea und die Türkei
- BRICSAM für Brasilien, Russland, Indien, Volksrepublik China, Südafrika, die ASEAN-Länder (Brunei, Indonesien, Kambodscha, Laos, Malaysia, Myanmar, Philippinen, Singapur, Thailand und Vietnam) und Mexiko

## Institutionalisierung
Die BRICS-Staaten haben keine eigene Charta, sondern sind um regelmäßige Gipfeltreffen herum als informeller Staatenbund organisiert, der ein Forum für vertiefende bilaterale Abreden zwischen Mitgliedern bietet. Eine wichtige Rolle in der Vertiefung der Kooperation spielt die in Shanghai ansässige New Development Bank, die vornehmlich Infrastrukturmaßnahmen finanziert. Ferner wurde mit dem Contingent Reserve Arrangement ein Notfallfonds aufgelegt. Mitgliedsländer haben untereinander vereinbart, gegenseitigen Handel bevorzugt in den jeweiligen Landeswährungen zu tätigen, gleichfalls gibt es Überlegungen für eine gemeinsame Verrechnungswährung. Mit diesen Maßnahmen soll die Dominanz des US-Dollars eingeschränkt und die Rolle der BRICS-Staaten als Gegengewicht zu westlichen Kooperationszusammenschlüssen gestärkt werden. Innerhalb von BRICS sind unterschiedliche Interessen aufzeigbar, so steht Indien der Aufnahme neuer Mitglieder teilweise reserviert gegenüber, da diese sein eigenes Gewicht im Verbund mindern könnte. Zahlreiche Staaten haben Interesse an Mitgliedschaft oder erweiterter Kooperation mit BRICS angemeldet, diskutiert werden neben der Vollmitgliedschaft abgeschwächte Mitgliedschaften oder Kooperationen mit regionalen Verbünden wie etwa Mercosur. Die BRICS funktionieren bisher als informeller Zusammenschluss, jedoch ist ihre New Development Bank eine intergouvernementale Organisation, die ein Element formeller Institutionalisierung darstellt.
Während Russland und die Volksrepublik China versuchen, BRICS als anti-westlichen Verbund zu formieren, gilt dies nicht unbedingt für andere Mitglieder des Forums. Indien etwa achtet darauf, diesbezüglich nicht vereinnahmt zu werden. So nahm es an einer von Südafrika einberufenen virtuellen Konferenz zum laufenden Gazakrieg bewusst nicht teil, da es kein Interesse hatte mit einer Verurteilung Israels in Zusammenhang gebracht zu werden. Indiens Außenminister Jaishankar stellte Anfang 2024 fest, dass Indien sich zwar als „nicht-westlich“ sehe, er verwies aber darauf, dass es – möglicherweise abweichend von anderen BRICS-Staaten – sich nicht als „anti-westlich“ positioniere, sondern im Gegenteil seine Beziehungen zu westlichen Staaten vertiefe. Ähnlich wie Indien ist auch Brasilien nicht an einer Konfrontation mit dem Westen interessiert, sondern daran Kooperation innerhalb von BRICS mit einem blockfreien Standpunkt zu verbinden. Es stand darum einer Aufnahme des mit dem Westen verfeindeten Iran ablehnend gegenüber, konnte sich aber mit seinen Bedenken nicht durchsetzen, als Indien seinen Widerstand gegen die Aufnahme aufgab. Eine ideologische Positionierung gegen den Westen wird durch die Natur von BRICS als flexibler Kooperationsgemeinschaft von Staaten mit unterschiedlichen Regierungssystemen und unterschiedlichen geopolitischen und teilweise konfligierenden Interessen erschwert. Neben Indien und der Volksrepublik China, die im Himalaya und im Indischen Ozean Rivalen sind, stehen sich die neuen Mitglieder Iran und Saudi-Arabien (volle Mitgliedschaft unklar) geradezu als regionale und ideologische Feinde gegenüber.